# Culicoides palpalis
Culicoides palpalis är en tvåvingeart som beskrevs av John William Scott Macfie 1948. Culicoides palpalis ingår i släktet Culicoides och familjen svidknott. Inga underarter finns listade i Catalogue of Life.